# Naked in New York
Pour plus de détails, voir Fiche technique et Distribution.
Naked in New York est une comédie romantique réalisée par Daniel Algrant et produite par Martin Scorsese, sortie en 1993.
Il a été présenté pour la première fois en France au 19e festival du Film américain de Deauville en 1993.

## Synopsis
Le film est raconté en flashback par Jake Briggs (Eric Stoltz), un jeune aspirant dramaturge, qui voit l'une de ses pièces montées en off-Broadway par le célèbre agent Carl Fisher (Tony Curtis). Mais la pièce est un échec en partie à cause de la distribution du rôle principal à Dana Coles (Kathleen Turner), une actrice sur le déclin à la recherche d'un nouveau souffle. Filmé au volant, Jake examine ses relations avec sa petite amie Joanne (Mary-Louise Parker), son meilleur ami Chris (Ralph Macchio), sa mère Shirley (Jill Clayburgh) et son père absent, Roman (Paul Guilfoyle). Le film s'achève sur la séparation de Jake et Joanne à cause de leurs buts de carrière incompatibles mais conclut néanmoins avec optimisme sur ses perspectives de succès.

## Distribution
- Eric Stoltz : Jake Briggs
- Mary-Louise Parker : Joanne White
- Ralph Macchio : Chris
- Jill Clayburgh : Shirley Briggs
- Tony Curtis : Carl Fisher
- Timothy Dalton : Elliot Price
- Kathleen Turner : Dana Coles
- Lynne Thigpen : Helen
- Roscoe Lee Browne : M. Red
- Paul Guilfoyle : Roman Briggs
- Lisa Gay Hamilton : Marty
- Chris Noth : Jason Brett
- Whoopi Goldberg : masque de tragédie
- Calista Flockhart et Arabella Champ : étudiantes en théâtre

Caméos
- Eric Bogosian
- Quentin Crisp
- Burr Steers
- Arthur Penn
- William Styron
- Marsha Norman
- Richard Price
- David Johansen